# Liste der Gemeindeverbände im Département Pas-de-Calais
Das Département Pas-de-Calais liegt in der Region Hauts-de-France in Frankreich. Es untergliedert sich in 20 Gemeindeverbände.
Siehe auch: Liste der Gemeinden im Département Pas-de-Calais

## Gemeindeverbände

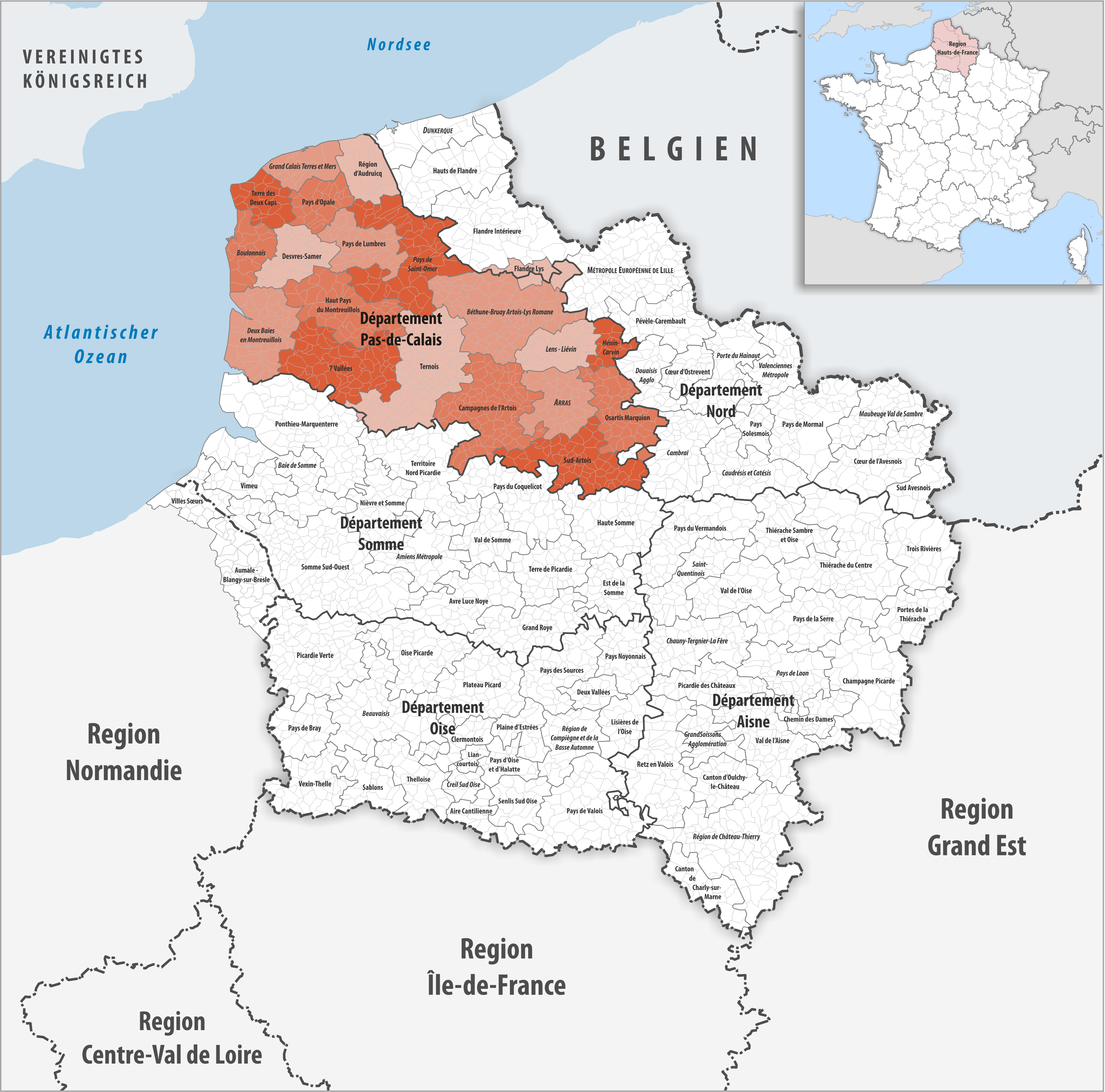
Gemeindeverbände im Département Pas-de-Calais

| Gemeindeverband                  | Gemeinden im Départ./Verband | Einwohner 1. Januar 2022 | Fläche km² | Dichte Einw./km² | SIREN- Nummer | Rechtsform                 | Gründungsdatum     |
| -------------------------------- | ---------------------------- | ------------------------ | ---------- | ---------------- | ------------- | -------------------------- | ------------------ |
| 7 Vallées                        | 66/66                        | 29.425                   | 497,25     | 59               | 200 044 030   | Communauté de communes     | 15. Mai 2013       |
| Arras                            | 46/46                        | 109.781                  | 317,22     | 346              | 200 033 579   | Communauté urbaine         | 12. Dezember 2012  |
| Béthune-Bruay, Artois-Lys Romane | 100/100                      | 275.736                  | 645,57     | 427              | 200 072 460   | Communauté d’agglomération | 13. September 2016 |
| Boulonnais                       | 22/22                        | 112.463                  | 205,10     | 548              | 246 200 729   | Communauté d’agglomération | 1. Januar 2000     |
| Campagnes de l’Artois            | 96/96                        | 33.290                   | 553,79     | 60               | 200 069 482   | Communauté de communes     | 22. August 2016    |
| Desvres-Samer                    | 31/31                        | 23.138                   | 245,26     | 94               | 200 018 083   | Communauté de communes     | 31. Dezember 2008  |
| Deux Baies en Montreuillois      | 46/46                        | 65.084                   | 409,12     | 159              | 200 069 029   | Communauté d’agglomération | 31. August 2016    |
| Flandre Lys                      | 4/8                          | 40.142                   | 125,82     | 319              | 245 900 758   | Communauté de communes     | 30. Dezember 1992  |
| Grand Calais Terres et Mers      | 14/14                        | 98.913                   | 184,11     | 537              | 200 090 751   | Communauté d’agglomération | 1. Januar 2019     |
| Haut Pays du Montreuillois       | 49/49                        | 15.742                   | 420,75     | 37               | 200 069 235   | Communauté de communes     | 22. August 2016    |
| Hénin-Carvin                     | 14/14                        | 126.133                  | 112,07     | 1.125            | 246 200 299   | Communauté d’agglomération | 1. Januar 2001     |
| Lens-Liévin                      | 36/36                        | 242.591                  | 239,38     | 1.013            | 246 200 364   | Communauté d’agglomération | 29. Dezember 1999  |
| Osartis Marquion                 | 49/49                        | 42.814                   | 330,56     | 130              | 200 044 048   | Communauté de communes     | 15. Mai 2013       |
| Pays de Lumbres                  | 36/36                        | 24.135                   | 269,33     | 90               | 246 201 016   | Communauté de communes     | 17. November 1997  |
| Pays d’Opale                     | 23/23                        | 25.182                   | 189,33     | 133              | 200 072 478   | Communauté de communes     | 23. September 2016 |
| Pays de Saint-Omer               | 53/53                        | 104.320                  | 532,37     | 196              | 200 069 037   | Communauté d’agglomération | 22. August 2016    |
| Région d’Audruicq                | 15/15                        | 28.187                   | 219,95     | 128              | 246 200 844   | Communauté de communes     | 29. Dezember 1993  |
| Sud-Artois                       | 64/64                        | 26.936                   | 426,10     | 63               | 200 035 442   | Communauté de communes     | 12. Dezember 2012  |
| Ternois                          | 102/103                      | 37.150                   | 633,57     | 59               | 200 069 672   | Communauté de communes     | 30. August 2016    |
| Terre des Deux Caps              | 21/21                        | 22.375                   | 183,45     | 122              | 246 200 380   | Communauté de communes     | 17. Dezember 2001  |